# Seitenschutz (Bauwesen)
Seitenschutz ist eine Sicherheitsmaßnahme im Bauwesen.
Bei Bauarbeiten besteht auf höher gelegenen Arbeitsplätzen und Verkehrswegen ohne Schutzmaßnahmen die Gefahr des Absturzes von Personen (z. B. an Wand- oder Bodenöffnungen) auf eine tiefer gelegene Ebene. Durch technische Maßnahmen, wie Absturzsicherung durch einen Seitenschutz, kann der Absturz verhindert werden. 
Gemäß DGUV-Information 201-023 handelt es sich beim Seitenschutz um eine „Konstruktion aus individuell handwerklich gefertigten Bauteilen, die dazu vorgesehen ist, den Absturz von Personen zu verhindern oder Gegenstände zurückzuhalten“.
Der dreiteilige Seitenschutz besteht in der Regel aus Geländer, Zwischenholm und Bordbrett. Die statischen Anforderungen an den Seitenschutz werden durch die Auswahl entsprechend ausgebildeter Hölzer (Qualität und Abmessungen) erreicht.